# Laboratori de Natura
El Laboratori de Natura és una de les quatre seus del Museu de Ciències Naturals de Barcelona. Està situat a l'edifici del Castell dels Tres Dragons al Parc de la Ciutadella i acull les col·leccions de zoologia, a les quals se sumaran les col·leccions de geologia del Museu Martorell. És un equipament que reuneix les funcions científiques dedicades a documentar i augmentar la comprensió del món natural. Aquestes funcions es concreten en la conservació del patrimoni de col·leccions de referència de ciències naturals (zoològiques i geològiques) i documentals, en la recerca i l'estudi del patrimoni cultural natural, i en la publicació d'obres de referència. També allotja la Fonoteca Natura Sonora, el centre de documentació i una biblioteca especialitzada.

## Edifici
L'edifici on està ubicat el Laboratori de Natura, el Castell dels Tres Dragons, obra de Lluís Domènech i Montaner, va ser projectat com a cafè-restaurant per a l'Exposició Universal de 1888. Destaca pel seu valor arquitectònic i artístic. Durant el primer terç del segle xx va combinar diversos usos, incloent-hi les ciències naturals. Des d'aleshores fins al març de 2011 es va dedicar exclusivament a la zoologia. De fet encara és conegut popularment com el Museu de Zoologia.

## Serveis
El Laboratori de Natura ofereix el servei habitual de consulta de les col·leccions, sigui per part de científics professionals, tècnics en gestió ambiental o naturalistes.
L'activitat de crear i ampliar bases de dades de biodiversitat i de geodiversitat és permanent a partir de les col·leccions per tal que puguin ser consultades en línia. En aquests moments, una part important de la informació de les col·leccions del Museu de Ciències Naturals de Barcelona és accessible a través del portal GBIF (Global Biodiversity Information Facility).